# Attentat de l'ambassade israélienne à Buenos Aires de 1992
L' attaque contre l'ambassade d'Israël à Buenos Aires est un attentat-suicide perpétré le 17 mars 1992 contre l'ambassade d'Israël à Buenos Aires.
Une église voisine, ainsi qu'une école maternelle, sont pulvérisées. L'attaque entraine la mort de 29 personnes et fait 242 blessés. 
En 1999, l'Argentine émet un mandat d'arrêt contre Imad Mughniyah pour l'organisation de cette attaque.

## L'attaque

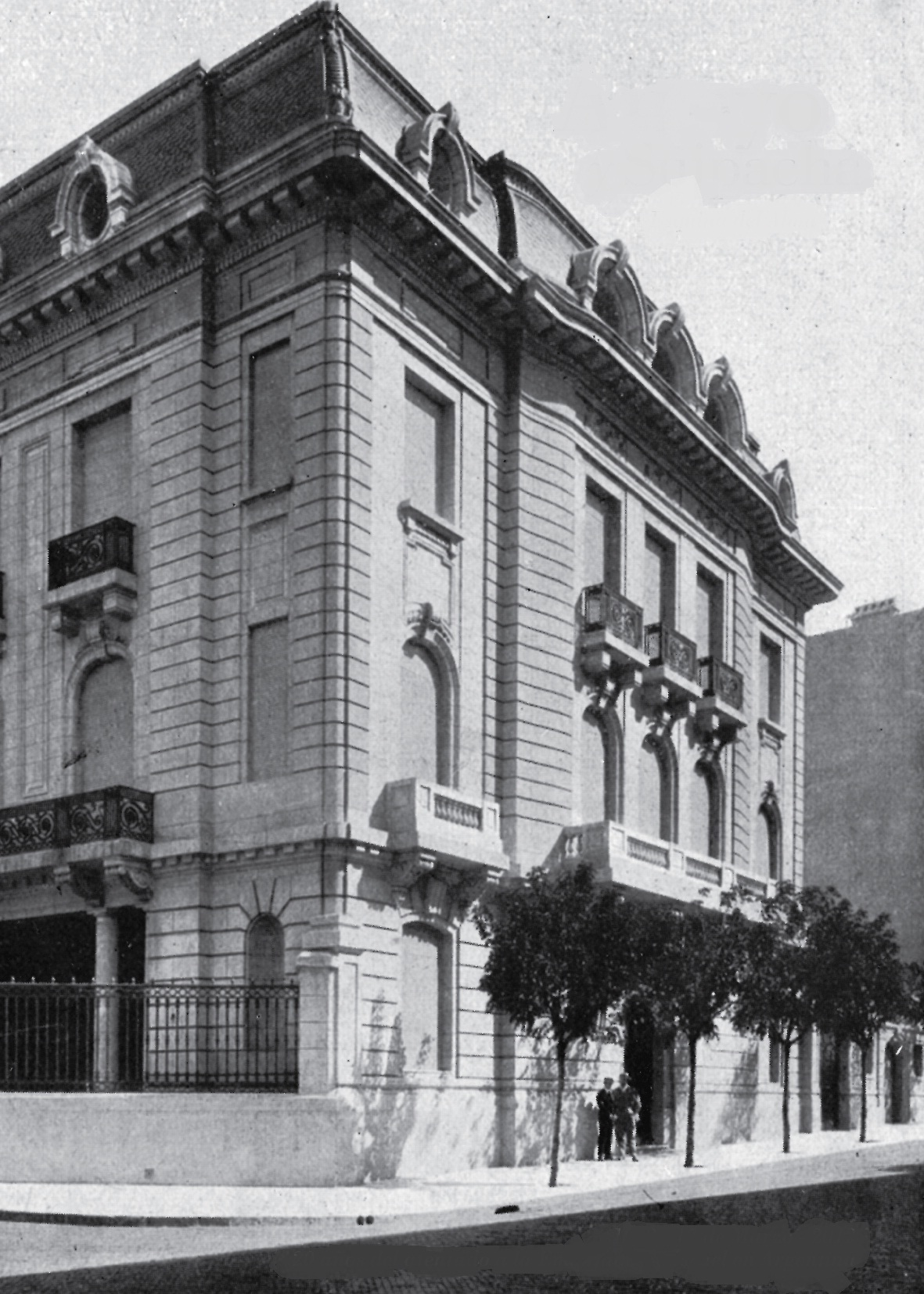
Ancienne ambassade israélienne avant l'attaque.

Le 17 mars 1992, à 14 h 42 (UTC-3), une camionnette conduite par un kamikaze et chargée d’explosifs a percuté l’ambassade d’Israël située au coin d’Arroyo et de Suipacha et a explosé. L'ambassade, une église catholique et un bâtiment scolaire voisin ont été détruits. Quatre Israéliens sont morts, mais la plupart des victimes étaient des civils argentins, dont beaucoup étaient des enfants. L'explosion a tué 29 personnes et en a blessé 242. C'était l'attaque terroriste la plus meurtrière de l'Argentine jusqu'à l'attentat à la bombe de l'AMIA en 1994 et elle reste l'attaque la plus meurtrière contre une mission diplomatique israélienne.

### Décès
Le prêtre Juan Carlos Brumana était l'une des personnes tuées dans l'attentat suicide. Il est décédé dans l'église catholique Mater Admirabilis qui se trouve devant l'ambassade. Parmi les morts, il y avait deux israéliennes, épouses du consul et du premier secrétaire de l'ambassade.

## Responsabilité
Un groupe appelé Organisation du Jihad islamique, lié à l' Iran et peut-être au Hezbollah, a revendiqué la responsabilité ; leur mobile déclaré pour l'attaque était l'assassinat par Israël du secrétaire général du Hezbollah Sayed Abbas al-Musawi en février 1992. Le Jihad islamique a également diffusé des images de surveillance qu'ils ont prises de l'ambassade avant l'explosion.
Après l'attentat, Israël a envoyé des enquêteurs en Argentine pour rechercher des indices. Ils ont appris que les terroristes avaient planifié l'attaque dans la région des trois frontières, là où les frontières de l'Argentine, du Paraguay et du Brésil se rejoignent et qui compte une importante population musulmane. Des messages interceptés par l' Agence américaine de sécurité nationale ont révélé la connaissance iranienne de l'attaque imminente, ainsi que la complicité de l'agent du Hezbollah Imad Mughniyah . En fait, Mughniyah a été formellement accusé par l'Argentine d'avoir participé aux attentats à la bombe contre l'ambassade d'Israël.
En mai 1998, Moshen Rabbani (l'attaché culturel de l'ambassade d'Iran en Argentine jusqu'en décembre 1997) a été détenu en Allemagne, et le gouvernement argentin a expulsé sept diplomates iraniens du pays, affirmant qu'il avait des «preuves convaincantes» de l'implication iranienne dans l'attaque. Cependant, aucun des suspects n'a été poursuivi. L'attaque a eu lieu alors que l'Iran et l'Argentine espéraient une reprise de la coopération nucléaire, bien que l'Argentine ait annoncé la suspension des expéditions de matières nucléaires vers l'Iran quelques mois avant l'explosion. Un certain nombre de sources   état de l'implication du Hezbollah avec l'aide de la Syrie . Le Hezbollah nie ces affirmations.
En 1999, le gouvernement argentin a émis un mandat d'arrêt contre Imad Mughniyah dans le cadre de cette attaque et de l'attentat à la bombe AMIA de 1994 à Buenos Aires, qui a fait 85 morts. On pense que les deux attaques sont liées.
En avril 2024, la Chambre fédérale de cassation pénale déclare que le mouvement du Hezbollah et l'Iran sont co-responsables de cet attentat de 1992 et de celui de 1994, déclarant ce dernier comme État terroriste.

## Conséquences

### Kirchner sur l'affaire
Lorsqu'il était président, Néstor Kirchner a déclaré que permettre à ces deux incidents de se produire, sans véritable enquête à suivre, équivalait à une « honte nationale ». Il a rouvert et a conservé les fichiers ouverts de ces incidents, la plupart devant être lus par le juge Juan Jose Galeano . Dans le même processus, Kirchner espérait lever l'interdiction pour les anciens agents du renseignement (argentin) de témoigner. L'ancienne présidente de l'Argentine (sa veuve, Cristina Fernández de Kirchner ) a également affirmé vouloir aller au fond de l'affaire.[réf. nécessaire]

### Commémoration
Aujourd'hui, un mémorial est installé à la place de l'emplacement du bâtiment. Sur la place commémorative se dressent vingt et un arbres et sept bancs à la mémoire des victimes. Une plaque décrivant l'événement et énumérant les victimes se trouve dans le mémorial en hébreu et en espagnol.[réf. nécessaire]

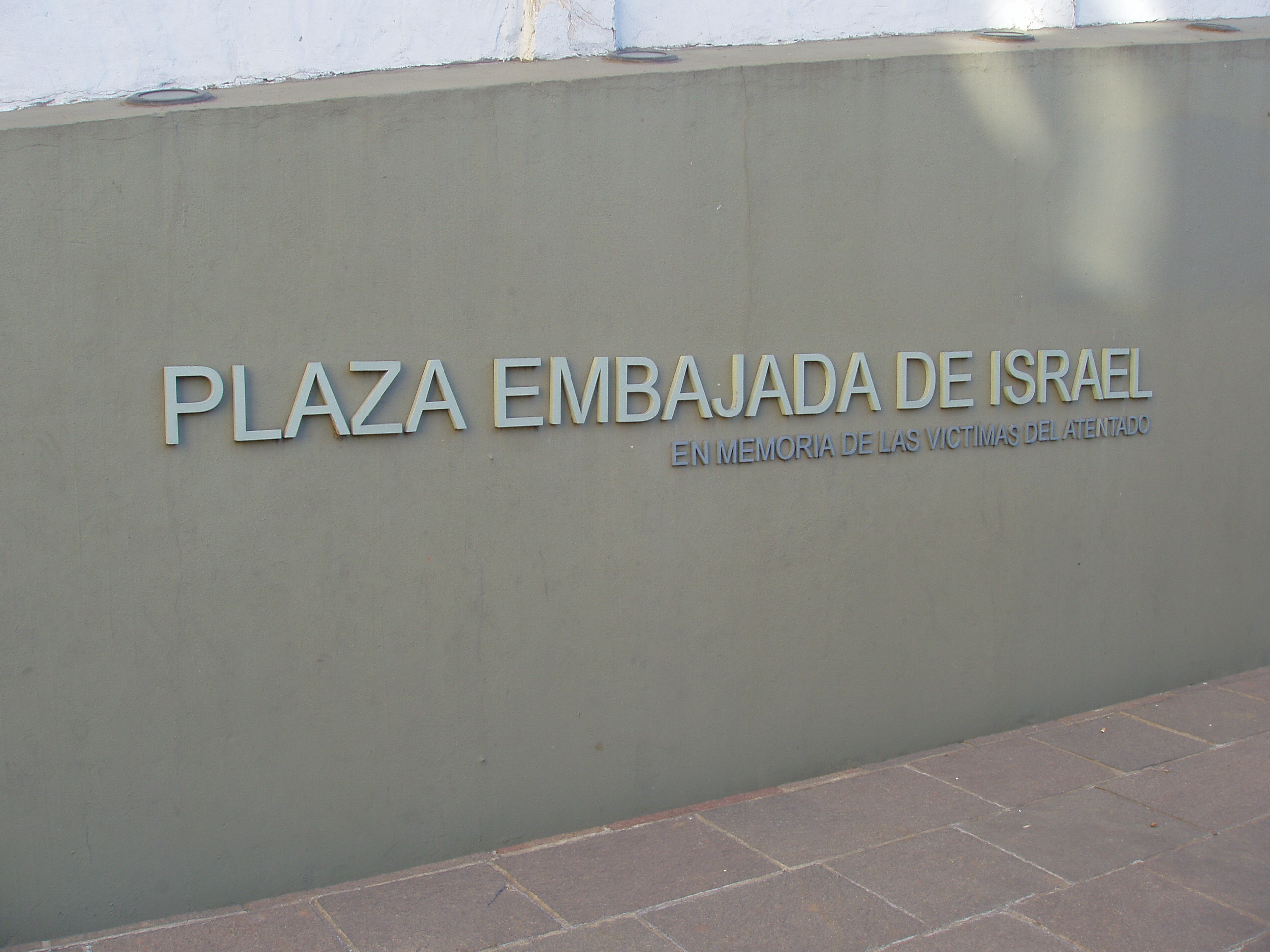
Le mémorial aux victimes de l'attentat
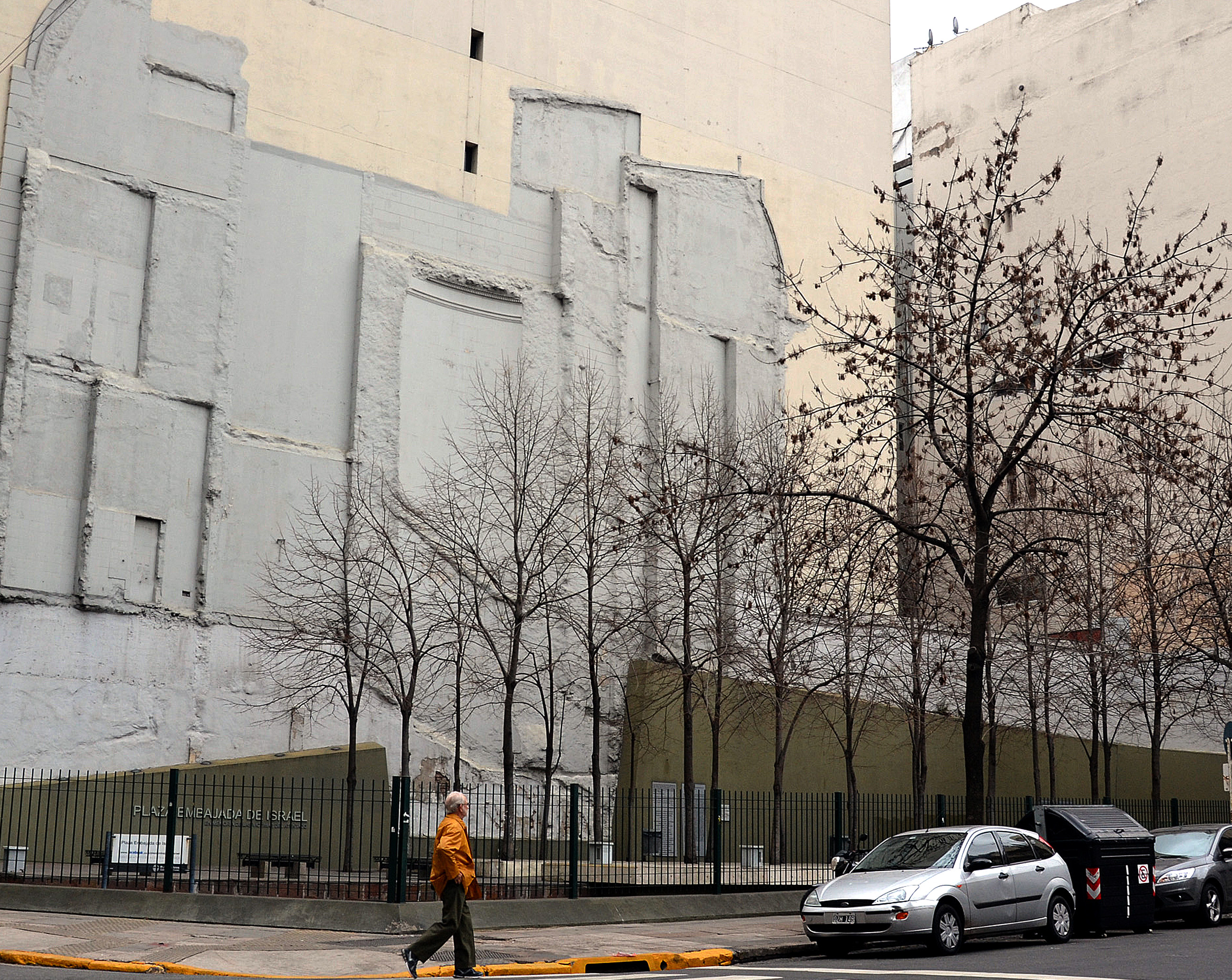
Le mémorial aux victimes de l'attentat

### Sources
- Bergman, Ronen . La guerre secrète avec l'Iran: la lutte clandestine de 30 ans contre la puissance terroriste la plus dangereuse du monde . Simon et Schuster, 2008. (ISBN 1-4165-5839-X)